# Alianza por San José
Alianza por San José es un partido político cantonal de Costa Rica, que opera dentro del cantón central de San José. Fundado el 3 de marzo de 2001, el partido postuló a Fernando Zumbado como candidato a alcalde de San José en las elecciones josefinas de 2002, obteniendo 4939 votos de respaldo. Para las elecciones capitalinas de 2006 postuló a Luis Marino Castillo obteniendo 1309 votos y siendo respaldado por el Partido Unión Nacional, no obteniendo cargos municipales en ninguno de los casos. El partido no presentó candidatos para las municipales de 2010. Para las elecciones municipales de San José de 2016 el partido ofreció la candidatura al exalcalde Johnny Araya Monge, quien había ejercido como alcalde josefino por más de 20 años siempre mediante el Partido Liberación Nacional, del cual fue candidato presidencial en 2014, y del cual fue suspendido posteriormente debido a su comportamiento en dicha campaña, por lo cual no podía ser candidato en esa agrupación. Araya obtuvo la victoria con el 40% de los votos. Araya regresó al PLN poco después de ser electo a la alcaldía.
Araya fue acompañado de la pastora evangélica Paula Vargas como candidata a vicealacaldesa, Vargas es esposa del exdiputado Gonzalo Ramírez del partido cristiano Renovación Costarricense, mismo al que pertenece al controversial pastor y exdiputado Justo Orozco. El partido gestionó una financiación por 100 millones de colones ante el sistema bancario.